# Arturo Segado
Arturo Segado Muñoz (Jaén, 17 aprile 1997) è un calciatore spagnolo, centrocampista del Torre del Mar.

## Caratteristiche tecniche
È un centrocampista centrale.

## Carriera
È cresciuto nelle giovanili del Malaga.
Nel 2017 è stato acquistato dall'Alavés, che lo ha girato in prestito fino al termine della stagione al Rudeš, militante nella prima divisione croata. Chiude l'annata collezionando 26 presenze ed una rete.